# Donna Vekićová
Donna Vekićová (nepřechýleně Vekić, * 28. června 1996 Osijek) je chorvatská profesionální tenistka. Na Letních olympijských hrách 2024 v Paříži se stala stříbrnou medailistkou ve dvouhře. Ve své dosavadní kariéře vyhrála na okruhu WTA Tour čtyři turnaje ve dvouhře. V rámci okruhu ITF získala pět titulů ve dvouhře a jeden ve čtyřhře.
Na žebříčku WTA byla ve dvouhře nejvýše klasifikována v lednu 2025 na 17. místě a ve čtyřhře v srpnu 2018 na 171. místě. V roce 2025 ji začal trénovat Sascha Bajin. Jako mentorka setrvala v jejím týmu i Pam Shriverová. Dříve ji koučovali Němec Torben Beltz, Sam Sumyk a Nikola Horvat.
V chorvatském týmu Billie Jean King Cupu debutovala v roce 2012 utkáním základního bloku 1. skupiny zóny Evropy a Afriky proti Polsku, v němž prohrála dvouhru s Urszulou Radwańskou a po boku Mijaćikové také čtyřhru. Do listopadu 2024 v soutěži nastoupila k dvaceti třem mezistátním utkáním s bilancí 13–7 ve dvouhře a 3–1 ve čtyřhře.
Chorvatsko reprezentovala na odložených Letních olympijských hrách 2020 v Tokiu. Ve dvouhře zdolala Caroline Garciaovovou a třetí nasazenou Arynu Sabalenkovou, než ji vyřadila turnajová patnáctka Jelena Rybakinová. Zúčastnila se také pařížských Her XXXIII. olympiády. V singlové soutěži postoupila přes Slovenku Annu Karolínu Schmiedlovou do finále, z něhož si odnesla stříbrnou medaili po porážce od Číňanky Čeng Čchin-wen.
Do antukového French Open 2019 byl jejím partnerem švýcarský tenista Stan Wawrinka.

## Tenisová kariéra
V roce 2011 se stala juniorskou mistryní Chorvatska.
Při premiéře v hlavní soutěži turnaje WTA Tour se na uzbeckém Tashkent Open 2012 probojovala do finále dvouhry. Stala se tak nejmladší účastnicí boje o titul na tomto ženském okruhu za předešlých šest let. V posledním zápase turnaje však podlehla Rumunce Irině-Camelii Beguové po dvousetovém průběhu.
Na premiérovém grandslamu v hlavní soutěži – Australian Open 2013, zaznamenala debutovou výhru, když v prvním kole porazila Andreu Hlaváčkovou, aby následně byla nad její síly turnajová desítka a bývalá světová jednička Caroline Wozniacká z Dánska. Na antukovém French Open nestačila v první fázi na Američanku Mallory Burdetteovou. Na navazující travnaté události AEGON Classic prošla do druhého finále v kariéře. Ve druhém kole vyřadila osmou nasazenou Urszulu Radwańskou, poté rumunskou turnajovou trojku Soranu Cîrsteaovou a v semifinále vítězku turnaje z roku 2009 Magdalénu Rybárikovou. Z finále odešla poražena od Slovenky Daniely Hantuchové ve dvou setech. Ve Wimbledonu nenašla v otevíracím duelu recept na Češku Petru Cetkovskou. Na posledním majoru roku US Open si poradila s kolumbijskou hráčkou Marianou Duqueovou Mariñovou. Ve druhé fázi ji vyřadila favorizovaná Rumunka Simona Halepová.
Na úvod sezóny se pokles formy projevil prohrami v prvních kolech druhého ročníku Shenzhen Open, grandslamu Australian Open, a to v ženské dvouhře, čtyřhře i smíšené soutěži, a následné události Pattaya Open. Po obdržení divoké karty na kalifornském Indian Wells Masters vyřadila polskou kvalifikantku Olivii Rogowskou, aby poté skončila na raketě světové dvanáctky Dominiky Cibulkové. Na floridském Miami Masters zvládla kvalifikační klání proti Alle Kudrjavcevové a Johanně Larssonové. V prvním kole hlavní soutěž zdolala další kvalifikantku a japonskou veteránku Kimiko Dateovou Krummovou. Ve druhém zápasu přešla přes 28. nasazenou Rusku Světlanu Kuzněcovovou. Ve třetím kole ji však stopku vystavila hráčka elitní desítky Petra Kvitová.

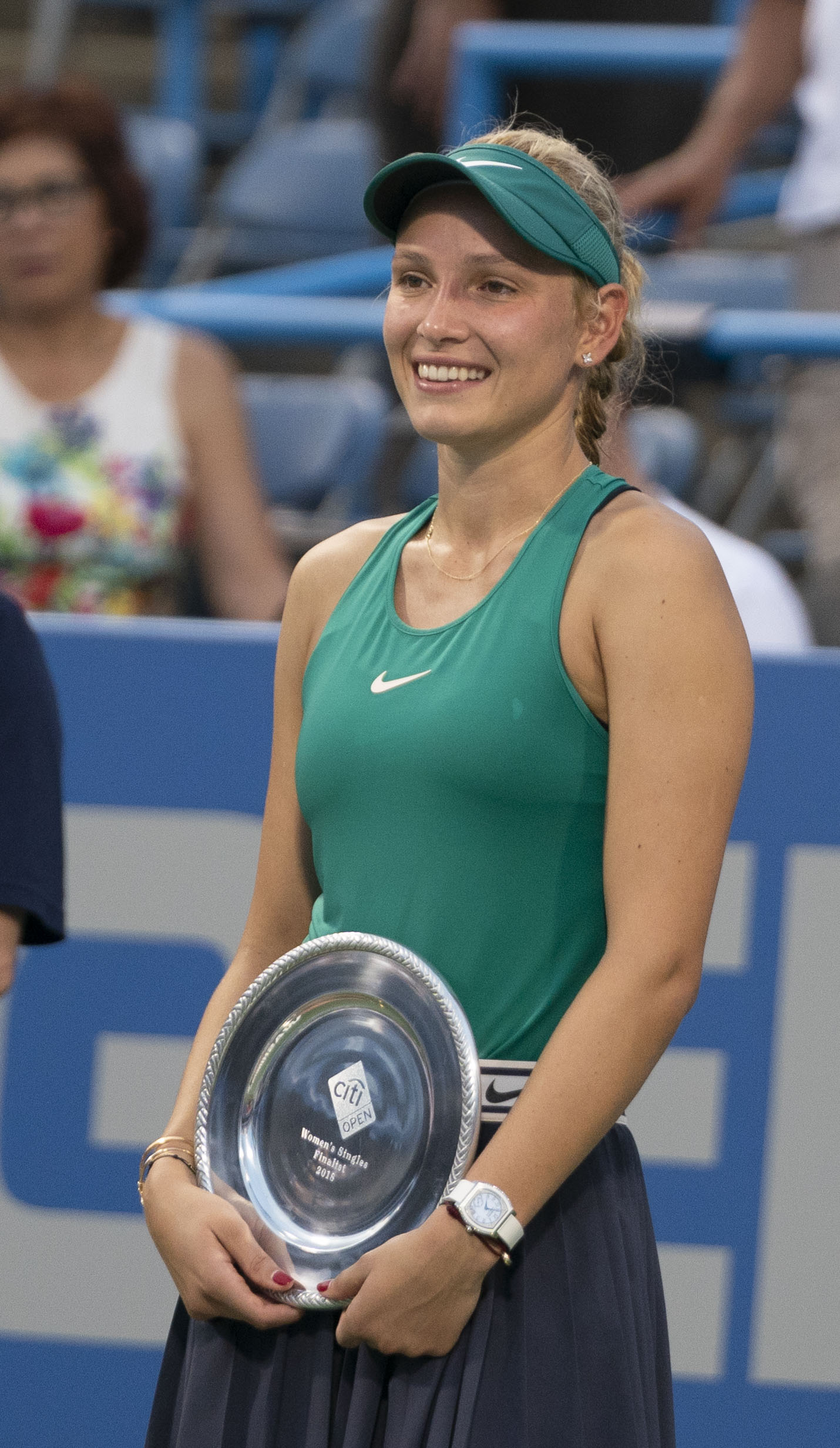
Jako poražená finalistka Citi Open 2018

Na mexickém Monterrey Open postoupila přes Španělku Garbiñe Muguruzaovou díky dvěma zvládnutým tiebreakům. Ve druhém kole ji zastavila další zástupkyně českého tenisu Karolína Plíšková. Na dubnovém Malaysian Open v Kuala Lumpur se dočkala prvního titulu na okruhu WTA Tour, když ve finále přehrála světovou desítku Dominiku Cibulkovou. O vítězce rozhodla až zkrácená hra třetího dějství. Zároveň poprvé porazila hráčku figurující v době utkání mezi desítkou nejlepších hráček. Na cestě do finále zůstaly na její raketě Čan Jung-žan, Kristýna Plíšková a Čang Šuaj.
Druhý kariérní titul získala na travnatém Nottingham Open 2017. Ve finále zdolala britskou světovou osmičku Johannu Kontaovou, když dohnala ztrátu ztraceného servisu v rozhodující sadě ze stavu 1–3. V úvodním kole Wimbledonu 2018 vyřadila americkou světovou čtyřku Sloane Stephensovou, jíž povolila uhrát pouze čtyři hry. Následně postoupila premiérově do druhého týdne, než jí v osmifinále zastavila Němka Julia Görgesová.
První finále mimo nejnižší kategorii turnajů International zaznamenala na St. Petersburg Ladies Trophy 2019. Ve čtvrtfinále porazila světovou dvojku a čerstvou finalistku Australian Open Petru Kvitovou. Ve finále byla nad její síly Nizozemka Kiki Bertensová.Na první grandslamové čtvrtfinále dosáhla na US Open 2019, do nějž postoupila po výhrách nad Richèl Hogenkampovou, Kaiou Kanepiovou, Julií Putincevovou a Julií Görgesovou, proti níž se zvládla vypořádat s rekordními 21 esy Němky a  odvrátit mečbol.. Mezi poslední osmičkou nestačila na Belindu Bencicovou.
Do prvního grandslamového semifinále postoupila ve Wimbledonu 2024. Z pozice 37. hráčky žebříčku postupně vyřadila Wang Si-jü, šťastnou poraženou Eriku Andrejevou, osmadvacátou nasazenou Dajanu Jastremskou, Paulu Badosovou a ve čtvrtfinále australskou kvalifikantku Lulu Sunovou z druhé světové stovky. Do semifinále grandslamu se probojovala při 43. účasti v hlavních soutěžích turnajů velké čtyřky. V otevřené éře potřebovaly pro postup do semifinále majoru více účastí jen Strýcová (53), Pavljučenkovová (52), Lichovcevová (46) a Vinciová (44). Ve wimbledonském semifinále se objevila jako druhá Chorvatka po Mirjaně Lučićové v ročníku 1999. V historicky nejdelším wimbledonském semifinále žen podlehla, po 2 hodinách a 51 minutách, italské světové sedmičce Jasmine Paoliniové. Ve třetí sadě dvakrát prohospodařila výhodu prolomeného podání. Soupeřku přestřílela 42–26 na vítězné míče, ale vyprodukovala 57 nevynucených chyb proti 32 na straně Italky.

## Utkání o olympijské medaile

### Ženská dvouhra: 1 (1 stříbro)
| Stav    | rok  | místo konání   | povrch | soupeřka ve finále | výsledek |
| ------- | ---- | -------------- | ------ | ------------------ | -------- |
| Stříbro | 2024 | Paříž, Francie | antuka | Čeng Čchin-wen     | 2–6, 3–6 |

## Finále na okruhu WTA Tour

### Dvouhra: 14 (4–10)
| Legenda                                      |
| -------------------------------------------- |
| Grand Slam (0)                               |
| Olympijské hry (0–1)                         |
| Turnaj mistryň (0)                           |
| Premier Mandatory & Premier 5 / WTA 1000 (0) |
| Premier / WTA 500 (0–4)                      |
| International / WTA 250 (4–5)                |

| Stav       | č.  | datum           | turnaj                          | kategorie      | povrch    | soupeřka ve finále    | výsledek                |
| ---------- | --- | --------------- | ------------------------------- | -------------- | --------- | --------------------- | ----------------------- |
| Finalistka | 1.  | 15. září 2012   | Taškent, Uzbekistán             | International  | tvrdý     | Irina-Camelia Beguová | 4–6, 4–6                |
| Finalistka | 2.  | 16. června 2013 | Birmingham, Spojené království  | International  | tráva     | Daniela Hantuchová    | 6–7(5–7), 4–6           |
| Vítězka    | 1.  | 20. dubna 2014  | Kuala Lumpur, Malajsie          | International  | tvrdý     | Dominika Cibulková    | 5–7, 7–5, 7–6(7–4)      |
| Finalistka | 3.  | 3. října 2015   | Taškent, Uzbekistán             | International  | tvrdý     | Nao Hibinová          | 2–6, 2–6                |
| Vítězka    | 2.  | 18. června 2017 | Nottingham, Spojené království  | International  | tráva     | Johanna Kontaová      | 2–6, 7–6(7–3), 7–5      |
| Finalistka | 4.  | 5. srpna 2018   | Washington, D.C., Spojené státy | International  | tvrdý     | Světlana Kuzněcovová  | 6–4, 6–7(7–9), 2–6      |
| Finalistka | 5.  | 3. února 2019   | Petrohrad, Rusko                | Premier        | tvrdý (h) | Kiki Bertensová       | 6–7(2–7), 4–6           |
| Finalistka | 6.  | 16. června 2019 | Nottingham, Spojené království  | International  | tráva     | Caroline Garciaová    | 6–2, 6–7(4–7), 6–7(4–7) |
| Vítězka    | 3.  | 31. října 2021  | Courmayeur, Itálie              | WTA 250        | tvrdý (h) | Clara Tausonová       | 7–6(7–3), 6–2           |
| Finalistka | 7.  | 16. října 2022  | San Diego, Spojené státy        | WTA 500        | tvrdý     | Iga Świąteková        | 3–6, 6–3, 0–6           |
| Vítězka    | 4.  | 5. března 2023  | Monterrey, Mexiko               | WTA 250        | tvrdý     | Caroline Garciaová    | 6–4, 3–6, 7–5           |
| Finalistka | 8.  | 25. června 2023 | Berlín, Německo                 | WTA 500        | tráva     | Petra Kvitová         | 2–6, 6–7(6–8)           |
| Finalistka | 9.  | 29. června 2024 | Bad Homburg, Německo            | WTA 500        | tráva     | Diana Šnajderová      | 3–6, 6–2, 3–6           |
| Finalistka | 10. | 3. srpna 2024   | Paříž, Francie                  | Olympijské hry | antuka    | Čeng Čchin-wen        | 2–6, 3–6                |

## Finále na okruhu ITF
| Dotace turnajů okruhu ITF | Dotace turnajů okruhu ITF |
| ------------------------- | ------------------------- |
| 100 000 $ tournaments     | 80 000 $ tournaments      |
| 75 000 $ tournaments      | 60 000 $ tournaments      |
| 50 000 $ tournaments      | 25 000 $ tournaments      |
| 15 000 $ tournaments      | 10 000 $ tournaments      |

### Dvouhra (5 titulů)
| Č. | Datum             | Turnaj                       | Povrch | Soupeřka ve finále         | Výsledek            |
| -- | ----------------- | ---------------------------- | ------ | -------------------------- | ------------------- |
| 1. | 25. července 2011 | Chiswick, Spojené království | tvrdý  | Bojana Bobusicová          | 3–6, 6–3, 6–3       |
| 2. | 19. března 2012   | Bengalúr, Indie              | tvrdý  | Andrea Kochová Benvenutová | 6–2, 6–4            |
| 3. | 14. května 2012   | Fergana, Uzbekistán          | tvrdý  | Nadija Kičenoková          | 6–2, 6–2            |
| 4. | 22. dubna 2013    | Istanbul, Turecko            | tvrdý  | Jelizaveta Kuličkovová     | 6–4, 7–6(7–4)       |
| 5. | 23. října 2016    | Šarm aš-Šajch, Egypt         | tvrdý  | Sara Sorribesová Tormová   | 6–2, 6–7(7–9), 6–3. |

### Čtyřhra (1 titul)
| Č. | Datum          | Turnaj           | Povrch | Spoluhráčka         | Soupeřky ve finále                    | Výsledek |
| -- | -------------- | ---------------- | ------ | ------------------- | ------------------------------------- | -------- |
| 1. | 15. srpna 2011 | Westende, Belgie | tvrdý  | Alexandra Walkerová | Anouk Delefortrieová Deborah Kerfsová | 6–4, 6–3 |

## Finále soutěží družstev: 1 (1–0)
| Stav    | č. | datum             | soutěž                        | povrch | spoluhráči  | soupeři ve finále            | výsledek |
| ------- | -- | ----------------- | ----------------------------- | ------ | ----------- | ---------------------------- | -------- |
| Vítězka | 1. | 23. července 2023 | Hopman Cup 2023 Nice, Francie | antuka | Borna Ćorić | Céline Naefová Leandro Riedi | 2–0      |